# Халид ибн аль-Валид
Абу́ Сулейма́н Ха́лид ибн аль-Вали́д ибн аль-Муги́ра аль-Махзуми́ аль-Кураши́ (араб. أبو سليمان خالد بن الوليد بن المغيرة المخزومي القرشي‎; 592, Мекка, Хиджаз — 1 января 642, Медина или Хомс) — исламский полководец и один из сподвижников пророка Мухаммада, получивший прозвище Сайф Алла́х (араб. سيف الله‎ — меч Аллаха).

## Биография

### Ранние годы
Халид ибн аль-Валид родом из города Мекка из племени Курейш. Его брат: Аль-Валид ибн аль-Валид, также сподвижник Мухаммеда. Сначала он был противником пророка Мухаммеда и в 625 году нанёс поражение мусульманам в битве возле Ухуда. До заключения Худайбийского мира, был одним из командиров военных отрядов мекканцев. В 7 году хиджры он принял ислам и стал важным полководцем пророка Мухаммеда, получив прозвище «Сайфуллах (Меч Аллаха)».

### Военные походы
В 8 году хиджры впервые в составе мусульманской армии он участвовал в битве при Муте с византийцами. В этой битве погибли 3 мусульманских командира и он взял командование на себя. Благодаря верно выбранной им тактике боя, мусульманам удалось избежать разгрома и организованно отступить с наименьшими возможными потерями.  
Халид ибн Валид одержал множество побед после битвы при Муте. Известен победой в решающей битве при Ямаме и тактикой, использованной в сражениях при ал-Валадже и Ярмуке. Он никогда не любил отсиживаться в обороне, предпочитал наносить удар первым, заставая врага врасплох. Его армии всегда отличались мобильностью, резкостью и неустрашимостью.
В 632—633 годах завершил разгром мятежных племён, начатую халифом Абу Бакром, уничтожив лжепророка Мусайлиму и всех его союзников. Затем воевал с Персией и Византией.

### Смерть
Умер в 642 году. Похоронен полководец был в сирийском городе Хомс. Над местом его захоронения была построена большая величественная мечеть, носящая его имя. Во время военных действий на территории Старого города Хомс, в течение порядка двух лет удерживавшегося сирийскими вооруженными силами оппозиции, мечеть получила ряд серьёзных, но не катастрофических повреждений.
Спустя месяц после вывода вооруженных сил оппозиции из удерживаемых ими кварталов Старого города, министр по делам принадлежащего мусульманской общине Сирии имущества сообщил о полученном им указании от президента Сирии Башара Асада о восстановлении исторической мечети Халида ибн аль-Валида в городе Хомс в как можно более быстрые сроки.